# Okselschild

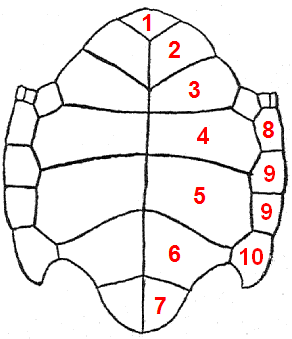
Buikschilden van een soepschildpad

Het okselschild of axillair is een van de hoornschilden aan het buikschild van een schildpad. De vorm en grootte van de okselschilden zijn een belangrijk determinatiekenmerk en verschillen vaak per soort. Bij de meeste schildpadden komt het okselschild echter niet voor. 
Op de afbeelding rechts is het okselschild aangegeven met het cijfer 8.